# Бардія (місто)
Бардія (араб. البردية) — місто на північному сході Лівії в муніципалітеті Ель-Бутнан у Киренаїці, морський порт на узбережжі Середземного моря на кордоні з Єгиптом.